# شمعية (نبات)
الشمعية (الاسم العلمي: Cereus) هي جنس من النباتات يتبع الفصيلة الصبارية من رتبة القرنفليات.

## من أنواع نبات الشمعية
- شمعية أوروغواية
- شمعية جزرية
- شمعية سداسية
- شمعية عسماء
- شمعية كوتشابامبية
- شمعية منتشرة
- شمعية بيضاء الجذع
- شمعية خضراء مغبرة
- شمعية أمازونية
- شمعية ضخمة
- شمعية رمادية زرقاء
- شمعية سميكة الجذور